# 克雷希米尔·科齐纳
克雷希米尔·科齐纳（1990年6月25日—），克罗地亚男子手球运动员。他曾代表克罗地亚国家队参加2016年夏季奥林匹克运动会手球比赛，获得第五名。